# キューティーハニーFX
『キューティーハニーFX』は、永井豪原作の同名漫画作品『キューティーハニー』をもとにした1995年11月10日に発売したPC-FX用ゲームソフトである。

## 概要
本作はキューティーハニーシリーズ初のゲームであり、オリジナルストーリーを展開している。プレーヤーは私立探偵となって、ハニーとともに謎の失踪事件を追うことになる。気になる場所をクリックして情報を集めながら謎を解いていく。
戦闘中のハニーの変身形態は4種類あるが、敵にとどめを刺せるのはキューティーハニーだけとなる。ハニーの新たな変化「ファンタジーナイトハニー」・「レスラーハニー」・「コマンドハニー」を追加していた。セル画1枚1枚を、直接スキャナーで続み取った1万枚以上のグラフィックを使って、40分以上のアニメーションとアドベンチャーシーンが満載されている。
基本に初代のコスチュームを起用し、OVA版『新・キューティーハニー』からのレギュラー声優（根谷美智子・富田耕生・岩男潤子など）を引き続き起用した。
ストーリー原案はノベライズ作品『キューティーハニーvol.1』を著作した団龍彦が担当する。

## ストーリー
南太平洋のエリゾート島「アウストラル・アイラント」で起きた謎の失踪事件。如月ハニーが魔界の波動を感じて、早見団兵衛と共に「アウストラル・アイラント」へ潜入し、調査を行った。後に藤原美紅で出会い、共に調査をしていた。

## 登場キャラクター
如月ハニー（きさらぎ ハニー）／キューティーハニー
声 - 根谷美智子
早見団兵衛（はやみ だんべえ）
声 - 富田耕生
藤原美紅（ふじわら みく）
声 - 岩男潤子
鮎川みずえ（あゆかわ みずえ）
声 - 高田由美
ダミア
声 - 高山みなみ
ディーラー
声 - 安達忍
サラ・マーシャ
声 - 小林優子
エドワード・ターナー
声 - 梁田清之
シスター・ジル
声 - 松岡洋子
パンサー・ゾラ
声 - 吉田理保子
夢見有子（ゆめみ ゆうこ）
声 - 嶋村薫
マスクマン（パンサー怪人）
声 - 中村大樹、三木眞一郎、梅津秀行

## スタッフ
- 原作 - 永井豪とダイナミックプロ
- ストーリー原案 - 団龍彦
- スーパーバイザー - ダイナミック企画
- プロデューサー - 秋田直和
- ディレクター - 西澤昇
- メインプログラム - 野澤貴広
- 戦闘パート・プログラム - 吉田宏
- ゲームデザイン - 加藤清
- シナリオ - 大神美在
- キャラクターデザイン - 大貫健一
- イラストシート - 大貫健一
- イベント絵コンテ - 大賀俊二
- アトベンチャー絵コンテ - 西森章良
- アニメーションプロデューサー - 南喜長
- オープニング絵コンテ - 西村純二
- オープニング原画 - 高橋信也
- ハニー変身原画 - 山本天志
- 作画監督 - 須田正己
- 色指定 - 前田峰子
- アニメーション制作 - Bee Media
- アニメーション制作協力 - 円谷プロダクション
- 音楽 - 小島研二
- マニュアルデザイン - 加藤淳
- 制作 - データウエスト